# Miasișcev M-50

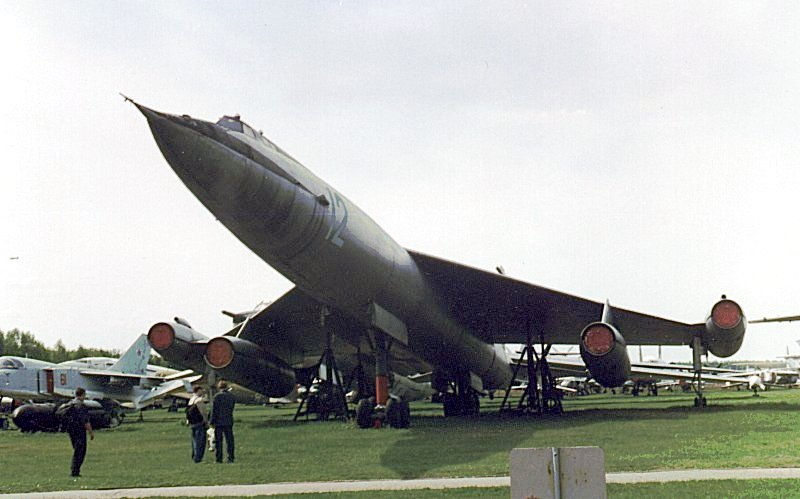
Miasişcev M-50 la muzeu

Miasișcev M-50 (NATO  Bounder) a fost prototipul pentru un bombardier strategic supersonic sovietic cvadrimotor. Prototipul a zburat în 1957. 